# Leptotyphlops tenellus
Leptotyphlops tenellus este o specie de șerpi din genul Leptotyphlops, familia Leptotyphlopidae, descrisă de Klauber 1939. Conform Catalogue of Life specia Leptotyphlops tenellus nu are subspecii cunoscute.